# Sailor fuku

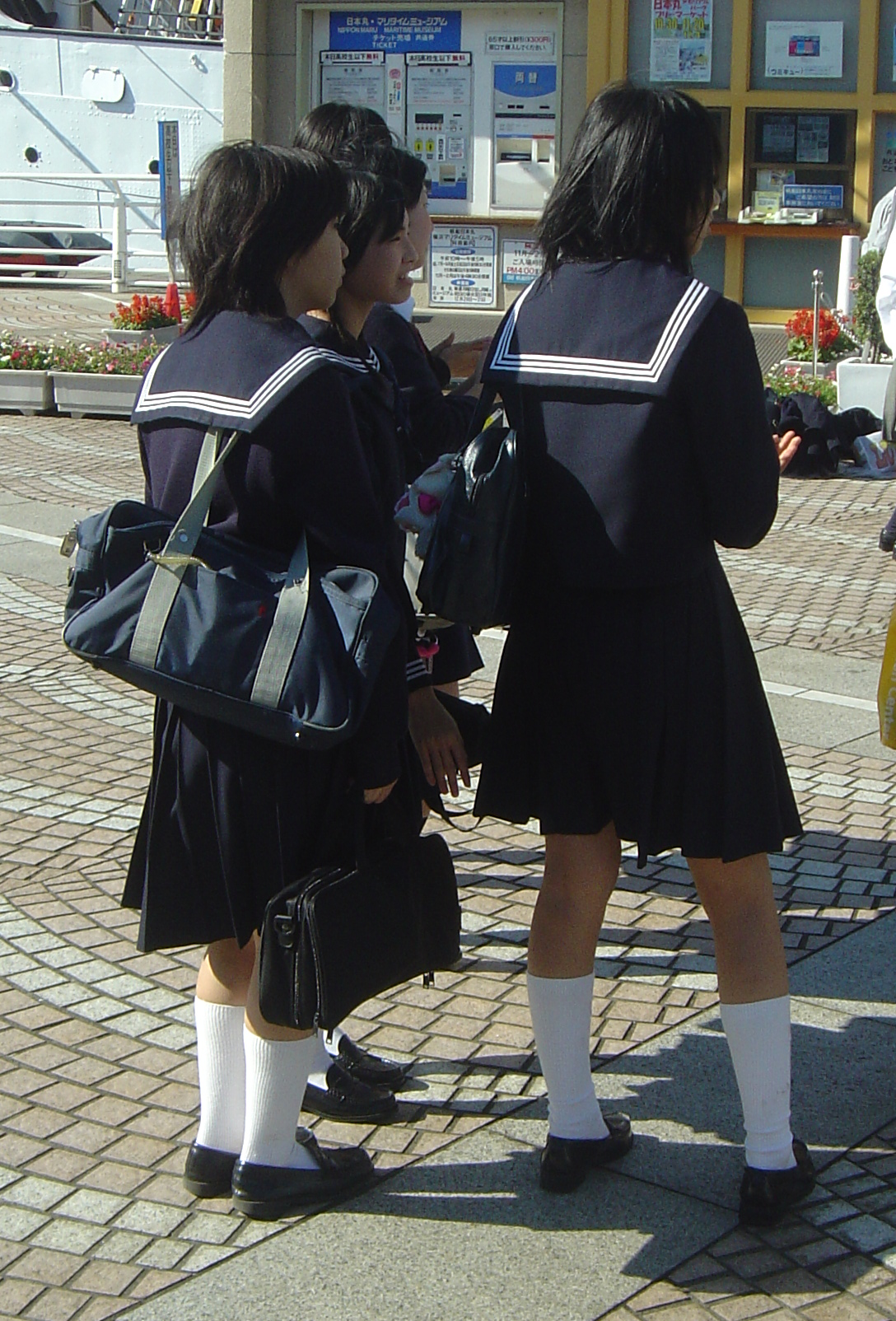
Japán diáklányok sailor fukuban

A sailor fuku (セーラー服, széráfuku, szó szerint tengerészruha) ismert japán iskolai egyenruha, amit a felsőtagozatos, gimnazista és főiskolás lánynövendékek viselnek. Az egyenruhát első alkalommal 1921-ben a Fukuoka Jo Gakuin (福岡女学院) egyetem vezetője, Elizabeth Lee mutatta be. A ruházat az akkori Brit Királyi Haditengerészet egyenruhájának mintájára készült. Elizabeth Lee cserediákként járt az Egyesült Királyságban.

## Jellemzők
A fiúegyenruhához (gakuran) hasonlóan a Sailor-fuku is magán viseli különböző katonai- illetve tengerész-egyenruhák  stílusjegyeit.   
A ruházat általában egy tengerészgalléros (襟 eri) blúzból és egy rakott szoknyából áll. A téli és nyári öltözék egymástól a felsőrész ujjhosszában és a ruha anyagában tér el egymástól. Kiegészítőként egy elöl megkötött szalag tartozik az öltözethez, mely a blúzhoz erősített hurkon van átbújtatva. A szalag sokféle variációjával találkozhatunk: különféle nyakkendők, kendők és csokrok formájában. Az egyenruha általában tengerészkék, fehér, szürke vagy fekete.
Cipő, zokni és más kiegészítők is lehetnek a ruházat tartozékai. A hozzátartozó zokni jellemzően tengerészkék, illetve fehér; a cipő pedig barna vagy fekete bebújós félcipő. Újabban - bár nem az előírásos egyenruhához tartozik - a laza fehér lábszárvédő gyakran a divatozó japán lányok Sailor fukujának kiegészítője.

## Kulturális háttér
Sailor fukuhoz nosztalgikus emlékek fűzik az egykori diákokat, gyakran a viszonylag gondtalan ifjúságra emlékezve. A sailor fuku utánzatok népszerű Halloweenre vagy más mulatságra készített jelmezek, melyeket szinte minden áruházban és ruházati boltban árusítanak Japánban.
Mivel az iskolai egyenruhák népszerű fétistárgyak Japánban, használt sailor fuku árusítása zuglétesítményekben (buruszera) is folyik. Ezen létesítmények működése a japán törvénymódosítás hatására megnehezült.
Az egyenruha bizonyos fiatalokban a beolvasztás, alkalmazkodtatás szimbólumát jelenti és saját egyéniségük bizonyítéka gyanánt a lázadó diákok változtattak a ruha megjelenésén. Ilyen változtatás például a szoknya hosszának növelése, illetve kurtítása, az ingujjak felgyűrése, a szalag levétele, toldások és jelvények elhelyezése a galléron. Az 1990-es évektől kezdődően élénk színű sailor fuku variációk is megjelentek a japán aranyifjúság és bószódzuku bandák köreiben.
A sailor fuku más iskolai egyenruhákhoz hasonlóan kétségkívül igen jelentős szerepet játszik a japán otaku kultúrában, ahogy ezt a hatalmas mennyiségben gyártott anime, manga és dódzsinsi mutatja, melyekben a szereplőket egyenruhában jelenítik meg, pl.:
- A Sailor Moon figurái gondosan megrajzolt sailor fukut viselnek szuperhőssé való átalakulásukkor.
- A népszerű televízió- és mozifilmsorozat, a Szukeban Deka főszereplői kötelességmulasztó tinédzser lányok.
- Az InuYasha anime női főhősét, Higurasi Kagomét szinte mindig sailor fukuban ábrázolják.